# Дарквети
Дарквети (груз. დარკვეთი) — село в Грузии, на территории Чиатурского муниципалитета края (мхаре) Имеретия.

## География
Село находится на западе центральной части Грузии, на правом берегу реки Квирилы, на расстоянии приблизительно 4 километров (по прямой) к северо-востоку от города Чиатура, административного центра муниципалитета. Абсолютная высота — 553 метра над уровнем моря.

## Население
По результатам официальной переписи населения 2014 года, в Дарквети проживало 887 человек (424 мужчины и 463 женщины). В национальной структуре населения грузины составляли 99,7 %, русские — 0,1 %, украинцы — 0,1 %.
| Год  | Население, человек |
| ---- | ------------------ |
| 2002 | 1134               |
| 2014 | ↘ 887              |